# Galium amorginum
Galium amorginum är en måreväxtart som beskrevs av Eugen von Halácsy. Galium amorginum ingår i släktet måror, och familjen måreväxter. Inga underarter finns listade i Catalogue of Life.